# Nicolas Claire

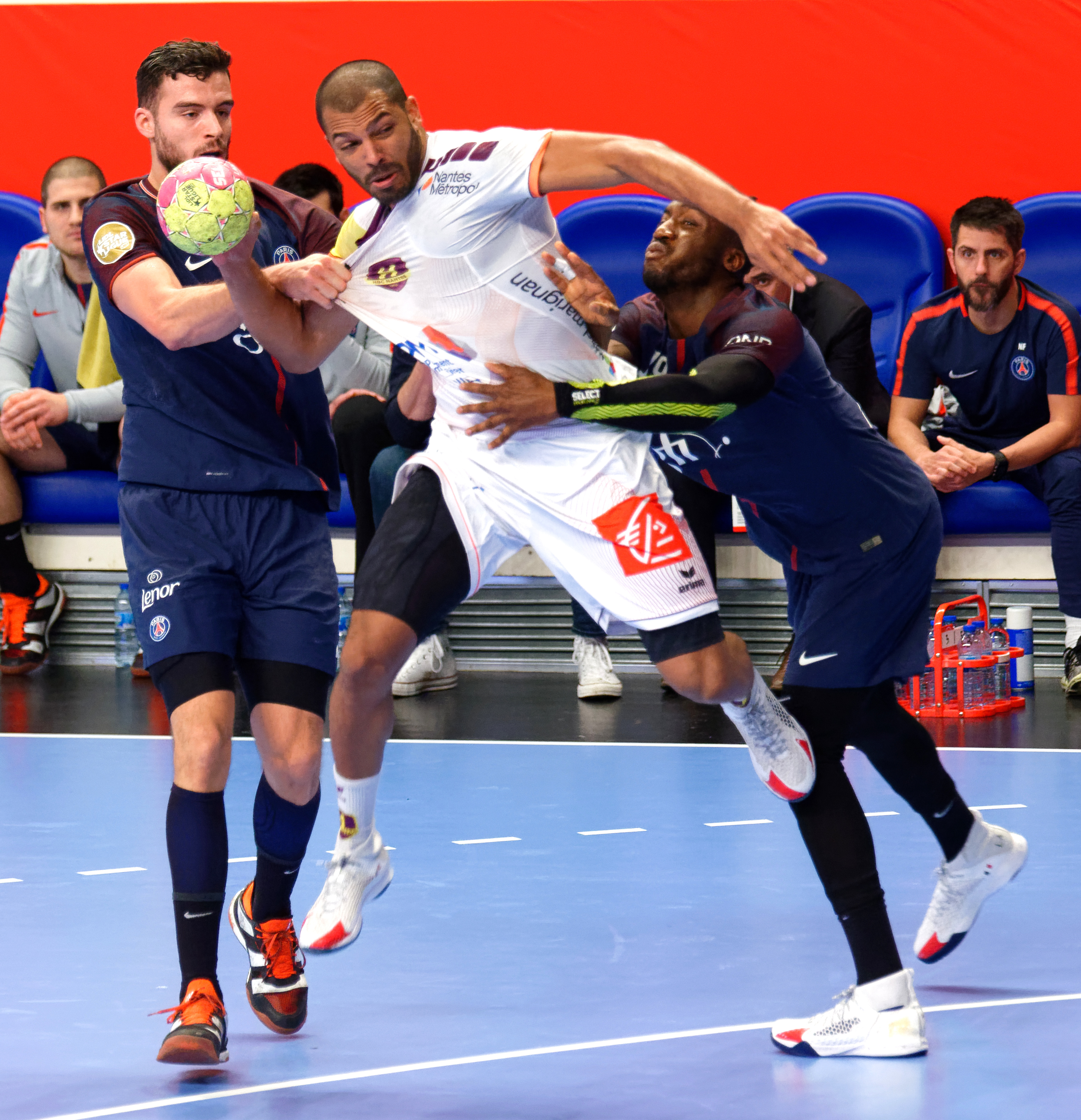
Nicolas Claire tente de tirer malgré la défense des parisiens Remili et Abalo, le 14 décembre 2017.

Nicolas Claire, né le 10 juillet 1987 à Saint-Denis (La Réunion), est un joueur international français de handball. Il mesure 1,91 m et pèse 92 kg. Il joue au poste de demi-centre dans le championnat de France au Tremblay Handball depuis 2023.
Il est le frère aîné du joueur Adrien Claire. 

## Biographie
Il grandit dans le quartier de La Source et commence le handball à l’âge de 6 ans. Il fait ses premiers pas dans le club de Joinville, club où Daniel Narcisse a également fait ses débuts. Il remporte le championnat dans toutes les catégories. À 15 ans, il intègre le pôle espoir de La Réunion. À 18 ans, il rejoint l’équipe de Lasours où il fait sa première saison en seniors (N2). Après l’obtention de son Bac S il rejoint le centre de formation du Paris Handball pour 3 ans. Il participe en 2007 au championnat du monde junior (da) en Macédoine. La même année il contribue à l'ouverture du palmarès du Paris Handball en remportant la Coupe de France et signe son premier contrat professionnel avec le club pour une durée de 3 ans. Il réalise par la suite une saison très concluante et participe avec l’équipe de France A’ aux Jeux méditerranéens 2009, où elle se place au second rang.
Au Paris Handball depuis 2005, il prend part aux différentes aventures du club, plutôt positives au début avec notamment une victoire en Coupe de France en 2007, puis plus difficiles ensuite avec une relégation en 2009, une bonne saison en Division 2 (où il remporte le titre de meilleur joueur et meilleur demi-centre), puis deux saisons où le club flirte avec la relégation (11e en 2010-2011 et 12e en 2011-2012). À l'intersaison 2012, l'arrivée de Qatar Investment Authority donne de nouvelles ambitions au club qui recrute de nombreux grands joueurs et Claire perd peu à peu sa place sur le terrain, notamment aux dépens de Mladen Bojinović. L'arrivée pour la saison 2013-2014 de deux nouveaux demi-centre (Daniel Narcisse et Gábor Császár) ne lui permettant pas d'espérer augmenter son temps de jeu, il signe dès février 2013 un contrat de 3 ans au HBC Nantes où il retrouve Thierry Anti, son ancien entraîneur dans la capitale.
En avril 2015, grâce à de bonnes performances avec son club de Nantes, il est appelé en équipe de France pour disputer les matchs de qualifications du championnat d'Europe 2016 face à la Macédoine.
L'année 2018 commence par le Championnat d'Europe 2018 : pour sa première compétition internationale, Nicolas Claire remporte la médaille de bronze, même s'il ne marque que 5 buts en près de 45 minutes de jeu. Puis, avec Nantes, il atteint la finale de la Ligue des champions, toutefois perdue face à Montpellier.
Après l'annonce de sa non-prolongation au-delà de 2020, il signe au Pays d'Aix UC à compter de la saison 2020-2021. L'Aixois Aymeric Minne faisant le chemin inverse et Claire souhaitant rejoindre son nouveau club dès l'été 2019, un accord est finalement trouvé entre les parties pour que l'échange puisse se faire.

## Palmarès

### En clubs
Compétitions internationales
- Finaliste de la Ligue des champions en 2018
- Finaliste de la Coupe de l'EHF en 2016

Compétitions nationales
- Vainqueur de la Coupe de France (2) : 2007 et 2017
- Vainqueur du championnat de France (1) : 2013
  - Vice-champion de France en 2017
- Vainqueur de la Coupe de la Ligue (1) : 2015
  - Finaliste de la Coupe de la Ligue : 2017
- Finaliste du Trophée des champions 2016

### Équipe de France
- Première sélection : juin 2009 en A' lors des Jeux méditerranéens
- Médaillé de bronze au Championnat d'Europe 2018 en  Croatie
- Médaillé de bronze au Championnat du monde 2019 au  Danemark et en  Allemagne
- 14e place au Championnat d'Europe 2020 en  Norvège
- 4e place au Championnat du monde 2021 en  Égypte

### Récompenses individuelles
- élu meilleur joueur et meilleur demi-centre du championnat de France de D2 2009-2010[2]
- nommé à l'élection du meilleur demi-centre du championnat de France en 2015 et 2017
- élu meilleur joueur du mois de Novembre 2018 D1 Lidle Star Ligue

## Statistiques
| Club           | Saison     | Championnat | Championnat | Championnat | Championnat | Coupe de la Ligue | Coupe de la Ligue | Coupe de la Ligue | Coupe de la Ligue | Supercoupe | Supercoupe | Supercoupe | Supercoupe | Compétitions continentales | Compétitions continentales | Compétitions continentales | Compétitions continentales | Compétitions continentales | Total | Total | Total | Total |
| Club           | Saison     | MJ          | Buts        | Ch.         | 7m          | MJ                | Buts              | Ch.               | 7m                | MJ         | Buts       | Ch.        | 7m         | Comp                       | MJ                         | Buts                       | Ch.                        | 7m                         | MJ    | Buts  | Ch.   | 7m    |
| -------------- | ---------- | ----------- | ----------- | ----------- | ----------- | ----------------- | ----------------- | ----------------- | ----------------- | ---------- | ---------- | ---------- | ---------- | -------------------------- | -------------------------- | -------------------------- | -------------------------- | -------------------------- | ----- | ----- | ----- | ----- |
| Paris Handball | 2005-2006  | 1           | 0           |             |             | -                 |                   |                   |                   | -          |            |            |            | -                          | -                          | -                          | -                          | -                          |       |       |       |       |
| Paris Handball | 2006-2007  | 22          | 29          |             |             | -                 |                   |                   |                   | -          |            |            |            | C3                         | 5                          | 3                          |                            |                            |       |       |       |       |
| Paris Handball | 2007-2008  | 24          | 74          |             |             | -                 |                   |                   |                   | -          |            |            |            | C2                         | 2                          | 3                          |                            |                            |       |       |       |       |
| Paris Handball | 2008-2009  | 21          | 93          |             |             | -                 |                   |                   |                   | -          |            |            |            | C2                         | 4                          | 19                         |                            |                            |       |       |       |       |
| Paris Handball | 2009-2010  | -           | -           | -           | -           | -                 |                   |                   |                   | -          |            |            |            | -                          | -                          | -                          | -                          | -                          |       |       |       |       |
| Paris Handball | 2010-2011  | 25          | 108         |             |             | -                 |                   |                   |                   | -          |            |            |            | -                          | -                          | -                          | -                          | -                          |       |       |       |       |
| Paris Handball | 2011-2012  | 26          | 121         |             |             | -                 |                   |                   |                   | -          |            |            |            | -                          | -                          | -                          | -                          | -                          |       |       |       |       |
| Paris Handball | 2012-2013  | 26          | 46          |             |             | 1                 | 1                 | 1                 | 0                 | -          |            |            |            | -                          | -                          | -                          | -                          | -                          |       |       |       |       |
| Paris Handball | Sous total | 145         | 471         |             |             | 1                 | 1                 | 1                 | 0                 | 0          | 0          | 0          | 0          | -                          | 11                         | 25                         |                            |                            | 157   | 497   |       |       |
| HBC Nantes     | 2013-2014  | 20          | 65          | 61          | 4           | 2                 | 5                 | 5                 | 0                 | -          |            |            |            | C3                         | 8                          | 39                         |                            |                            | 30    | 109   |       |       |
| HBC Nantes     | 2014-2015  | 26          | 127         | 114         | 13          | 4                 | 12                | 10                | 2                 | 2          | 7          | 5          | 2          | C3                         | 2                          | 15                         |                            |                            | 34    | 161   |       |       |
| HBC Nantes     | 2015-2016  | 23          | 90          | 85          | 5           | 1                 | 4                 | 4                 | 0                 | 2          | 12         | 9          | 3          | C3                         | 8                          | 34                         |                            |                            | 34    | 140   |       |       |
| HBC Nantes     | 2016-2017  | 25          | 125         | 86          | 39          | 4                 | 17                | 13                | 4                 | 2          | 9          | 9          | 0          | C1                         | 14                         | 68                         |                            |                            | 45    | 219   |       |       |
| HBC Nantes     | 2017-2018  | 23          | 63          | 63          | 0           | 1                 | 7                 | 7                 | 0                 | 2          | 7          | 7          | 0          | C1                         | 18                         | 51                         |                            |                            | 44    | 128   |       |       |
| HBC Nantes     | 2018-2019  | 23          | 80          | 80          | 0           | 2                 | 11                | 11                | 0                 | 2          | 8          | 6          | 2          | C1                         | 15                         | 59                         |                            |                            | 42    | 158   |       |       |
| HBC Nantes     | Sous total | 140         | 550         | 489         | 61          | 14                | 56                | 50                | 6                 | 10         | 43         | 36         | 7          | -                          | 65                         | 266                        |                            |                            | 229   | 915   |       |       |
| Pays d'Aix UC  | 2019-2020  | 18          | 67          | 67          | 0           | 1                 | 4                 | 4                 | 0                 | -          |            |            |            | C3                         | 5                          | 15                         |                            |                            | 24    | 86    |       |       |
| Pays d'Aix UC  | Sous total | 18          | 67          | 67          | 0           | 1                 | 4                 | 4                 | 0                 | -          |            |            |            | -                          | 5                          | 15                         |                            |                            |       |       |       |       |
| Total          | Total      | 303         | 1088        | 556         | 61          | 16                | 61                | 55                | 6                 | 20         | 43         | 36         | 7          | -                          | 81                         | 306                        | 0                          | 0                          | 386   | 1412  |       |       |

Remarque : les statistiques de la coupe de France, gérée par la Fédération française de handball, ne sont pas connues.